# ژان-ژاک فاویه
ژان-ژاک فاویه (به فرانسوی: Jean-Jacques Favier) فضانورد اهل کشور فرانسه است که در ۱۳ آوریل ۱۹۴۹ میلادی در کل، بادن-وورتمیرگ زاده شد. وی در مأموریت اس‌تی‌اس-۷۸ حضور داشته است.